# Domingo Aramburú
Domingo Nicolás Aramburú (Cardal, 22 de mayo de 1843 - Montevideo, 2 de enero de 1902) fue un abogado, político y periodista uruguayo.

## Biografía
Nació en Cardal el 22 de mayo de 1843, durante el sitio de Montevideo. Estudió leyes en la Universidad de la República, egresando en 1866.
En el periodo que siguió a la finalización de la Guerra Grande, participó en la iniciativa conocida como política de fusión. Llegó a ser uno de los más destacados dirigentes del Partido Constitucional.
También tuvo participación en la preparación de la Revolución del Quebracho.
Fue un activo periodista, escribiendo bajo su nombre real pero en muchas ocasiones utilizando el seudónimo «Bizantynus».
En el campo pedagógico, presidió la Sociedad de Amigos de la Educación Popular en los periodos 1882-1883 y 1885-1886.
Falleció en Montevideo en 1902.